# Saint-Thurin
Saint-Thurin là một xã trong tỉnh Loire miền trung nước Pháp.